# Старий Тікко
61°38′22″ пн. ш. 12°40′35″ сх. д. / 61.6393134° пн. ш. 12.6763256° сх. д.
Старий Тікко — екземпляр ялини віком 9561 років (станом на 2021 рік), що росте на горі Фулуф'єлет у провінції Даларна, Швеція.
Старий Тікко — найстаріше з відомих живих окремо стоячих дерев-клонів у світі. Першовідкривач дерева, Лейф Куллман (професор фізичної географії в університеті Умео), дав йому прізвисько «Старий Тікко» на честь свого покійного пса.

## Вік

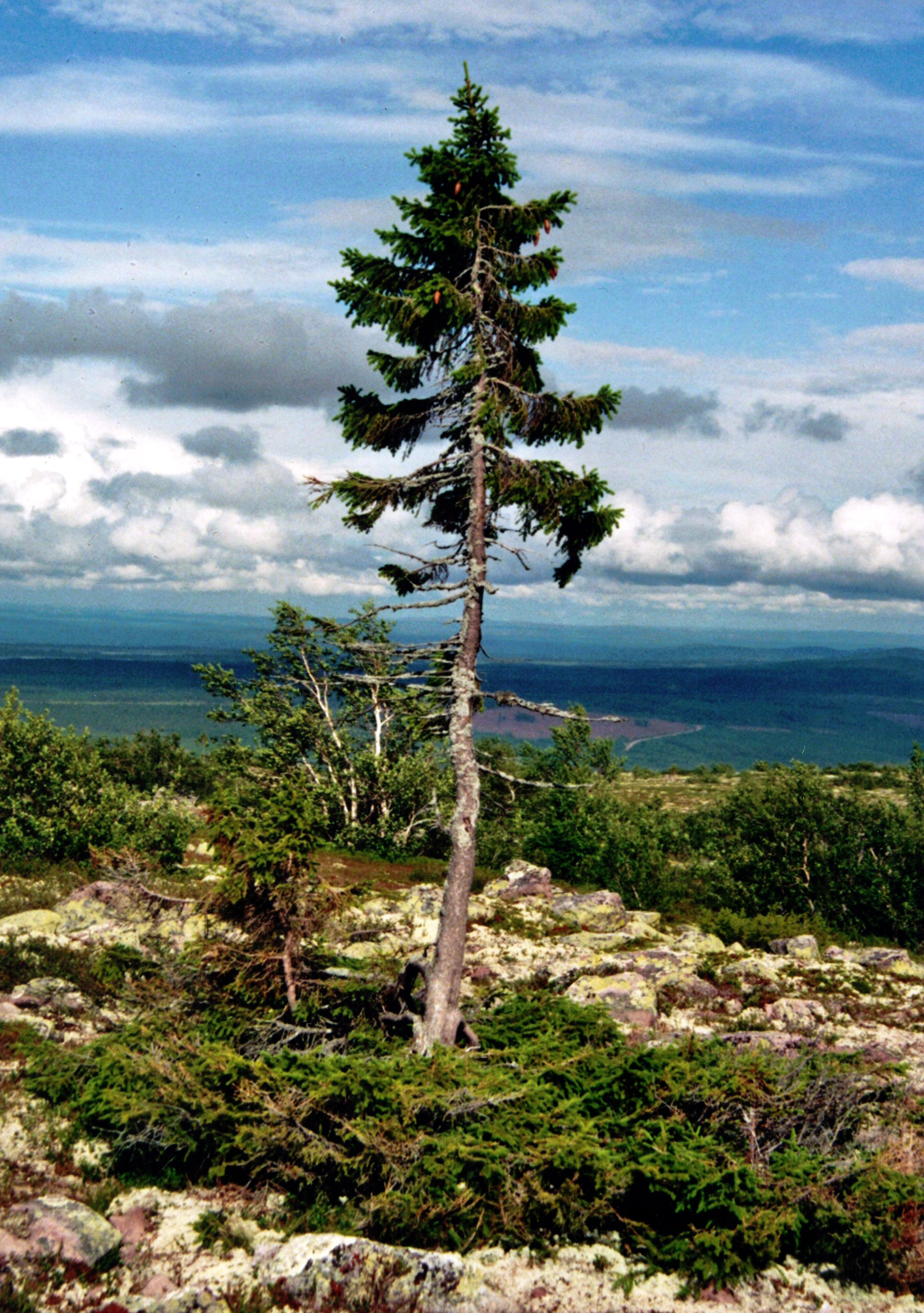
Старий Тікко

Вік дерева був визначений за допомогою радіовуглецевого аналізу кореневої системи під деревом, а не дендрохронологічними методами (підрахунком річних кілець дерева), тому що вік самого стовбура, за оцінками, становить лише кілька сотень років, але рослина в цілому набагато старше: виявлені коріння віком 375, 5660, 9000 і 9550 років.
Радіовуглецеве датування є недостатньо точним для встановлення недвозначного року проростання з насінини, але, з огляду на передбачуваний вік, дерево мало прорости близько 7550-го року до н. е.
Дослідники виявили близько 20 ялин в тому ж районі, всі віком понад 8000 років, хоча раніше вчені вважали ялину звичайну відносним новачком в Швеції, що потрапили в цю область близько 2000 років тому. Дерева старші 10 000 років зустріти в Швеції практично неможливо, оскільки приблизно 11 000 років тому територія Швеції була покрита льодовиком..
Протягом тисяч років Старий Тікко залишався в низькорослій чагарниковій формі (також відомої як криволісся) через надзвичайно суворі умови середовища, в яких він живе, що і могло стати причиною його довголіття: щозими сніг може притискати гілки дерева, що низько лежать, до землі, де вони вкорінюються і виживають, щоб знову почати рости у наступного року в ході процесу, відомого як розмноження відводками. Інші дерева, такі як секвоя і туя велетенська, як відомо, теж розмножуються відводками
 В XX столітті рослина перейшла до нормального стану дерева; на початок XXI століття, висота Старого Тікко склала 5 метрів. Професор Куллман пояснив цей сплеск зростання глобальним потеплінням.